# Unna (stad)
Unna is een stad en gemeente in de Duitse deelstaat Noordrijn-Westfalen, gelegen in de Kreis Unna. De gemeente telt 58.816 inwoners (31 december 2020) op een oppervlakte van 88,53 km².

## Ligging en verkeer
De stad heeft spoorverbindingen met o.a. Dortmund, Soest, Fröndenberg en Hamm. Station Unna ligt o.a. aan de Spoorlijn Fröndenberg - Unna, die de plaats met het meer zuidelijk gelegen Station Fröndenberg verbindt. 
De plaats ligt aan de oude Westfaalse hellweg. Op dit tracé loopt Bundesstraße 1 oostwaarts naar Werl (15 km) en Soest (33 km).
Unna ligt aan de oostrand van het Ruhrgebied, het centrum van Dortmund ligt 14 km ten westen van Unna. De stad Iserlohn ligt 20 km zuidwaarts en Kamen 8 km naar het noorden.
Meerdere autosnelwegen komen bij Unna samen, zo kruisen de A44 en de A1 elkaar ten zuidwesten van de stad bij Autobahnkreuz Dortmund/Unna.
Op 6 km ten zuidwesten van Unna ligt Wickede bij Dortmund. Daar ligt de dichtstbijzijnde luchthaven, Flughafen Dortmund.

## Economie
Na het sluiten van de steenkoolmijnen bij de stad is de dienstensector van groter belang geworden.
Ook de logistiek biedt de nodige werkgelegenheid. O.a het postbedrijf DHL heeft in de stad een groot distributiecentrum.
In Unna wonen ook veel forensen, die in Dortmund of elders werken.

## Bezienswaardigheden
- In het uit de 14e eeuw daterende, maar in de 19e eeuw ingrijpend verbouwde voormalige kasteel Burg Unna , aan de noordoostelijke stadsomwalling, bevindt zich o.a. het Hellweg-Museum, een historisch museum over de oude handelsweg, tevens streekmuseum. Een bijzonder item in de collectie is een rond  1379 begraven en in 1952 ontdekte goudschat, bestaande uit 230 gouden munten, afkomstig uit verschillende landen. Een gedeelte van het gebouw is door de overheid onvoldoende brandveilig bevonden en daarom voor het publiek gesloten. De goudschat is wel te bezichtigen.
- In de voormalige Linden-brouwerij aan de Massener Straße, ten westen van het centrum, is sedert 2002 het museum Zentrum für internationale Lichtkunst voor light art gevestigd.
- In het oude centrum van Unna zijn een vrij groot aantal oude vakwerkhuizen bewaard gebleven. Helaas zijn vele ervan niet meer geheel intact, doordat de benedenverdieping door moderne winkelruimtes werd vervangen.
- Vooral aan de oostzijde van de oude stad zijn nog delen van de oude stadsmuur met torens bewaard gebleven.
- Enige resten van het Kurpark uit de tijd dat de stad een Kurort was vanwege de geneeskrachtige zouthoudende bronnen zijn bewaard gebleven en deels gerestaureerd.
- De evangelisch-lutherse Stadtkirche (1322) is in gotische stijl gebouwd. De kerk leed zware schade door de Tweede Wereldoorlog en door een storm in januari 2018.
- In Unna vinden regelmatig festivals, optochten, jazzconcerten e.d. plaats, waaronder iedere twee jaar het festival Un(n)a festa Italiana.

## Geschiedenis
De plaats ligt aan de oude Westfaalse hellweg en aan de zuidwestpunt van de vruchtbare Soester Börde. Er zijn bewoningssporen uit de Jonge Steentijd bekend.
Waar de plaatsnaam Unna van is afgeleid, is onderwerp van meerdere sagen en sprookjes. Wetenschappelijk betrouwbare informatie hierover is niet overgeleverd. Pas in 1032 wordt de stad voor het eerst in een document genoemd; maar wellicht bestond een dorp of klooster op deze plaats al ten tijde van Karel de Grote.
In de middeleeuwen was de stad beurtelings in bezit van het keurvorstendom Keulen, het  graafschap Altena en het Graafschap Mark. 
De graven van Mark behaalden  in 1288 in de Slag bij Woeringen een overwinning op die van Keulen, kregen Unna in handen en verleenden het stadsrechten. In 1389 begon men met zoutwinning in Unna. De stad had zouthoudende bronnen. In  1469 trad Unna toe tot de Hanze.
In de periode van 1400 tot ca. 1700 werd de stad door talrijke oorlogen, pestepidemies en branden geteisterd. Johan Willem van Kleef was de laatste graaf van Mark. Na de Gulik-Kleefse Successieoorlog (1609-1614) kwam Unna in Brandenburgse en uiteindelijk in Pruisische handen. In de Dertigjarige Oorlog (1618-1648) en de Hollandse Oorlog (1672-1674) raakte Unna ook betrokken; in 1673 werd Unna door Franse troepen onder Henri de La Tour d'Auvergne (Turenne) zwaar geteisterd. In de 18e eeuw had Unna nog maar 2.000 inwoners.
In 1734 richtte de Pruisische overheid een nieuwe zoutmijn, Saline Königsborn, op. Vanaf 1825 was hieraan niet alleen een (deels door een Hollandse windmolen aangedreven) zoutwinning, maar ook een inrichting voor geneeskrachtige baden verbonden: Unna werd een kuuroord. In 1932 werd de zoutwinning gestaakt: het zoutgehalte in het opgepompte water was te laag geworden voor een rendabele voortzetting ervan. Van 1874 tot 1981 werd in de nabijgelegen steenkoolmijn Zeche Königsborn steenkool gedolven. Deze mijn had in de jaren 1950 meer dan 7.000 werknemers. Na de mijnsluiting werd een deel van het terrein omgevormd tot  "nieuwe natuur".
In de nazi-periode was Unna de zetel van een grote SS-kazerne, een militaire producten producerende messingfabriek en een Heereszeugamt voor tanks. Een Heereszeugamt gaf militaire opdrachten aan de industrie, controleerde of de geleverde producten aan de gestelde eisen voldeden en stelde deze dan ter beschikking aan de troepen of, in het geval van halfproducten, aan andere fabrieken voor assemblage en eindmontage. 
Hierdoor was het tijdens de Tweede Wereldoorlog voor de geallieerden van strategisch belang Unna te bombarderen, en dit gebeurde ook vaak, met veel schade en verlies van mensenlevens als gevolg. Ook veel dwangarbeiders uit Oost-Europa kwamen hierbij om. De ca. 140 in Unna wonende Joden kwamen vrijwel allen om in de concentratiekampen.
Na de oorlog werd de stad weer opgebouwd; veel uit o.a. Silezië verdreven Duitsers emigreerden naar Unna en omliggende steden. De kazerne werd uiteindelijk verbouwd en door de Bundesgrenzschutz in gebruik genomen. De bevolking steeg door het herstel van de industrie en mijnbouw tijdelijk tot ca. 70.000; sinds het begin van de 21e eeuw is er sprake van een lichte daling van het aantal inwoners.

## Belangrijke personen in relatie tot de stad

### Geboren
- Friedrich Hossbach (1894-1980), generaal
- Rick Zabel (1993), wielrenner

### Overige
- Philipp Nicolai was vanaf 1596 enige tijd predikant te Unna en schreef er, mede om de nabestaanden van de pestepidemie van 1599 te troosten, enkele van zijn later door Johann Sebastian Bach op muziek gezette kerkliederen.

## Partnersteden
- Waalwijk, Nederland, sinds 1968
- Palaiseau, Frankrijk, sinds 1969
- Döbeln, Saksen, Duitsland, sinds 1989
- Ajka, Hongarije, sinds 1990
- Pisa, Italië, sinds 1996

## Foto's

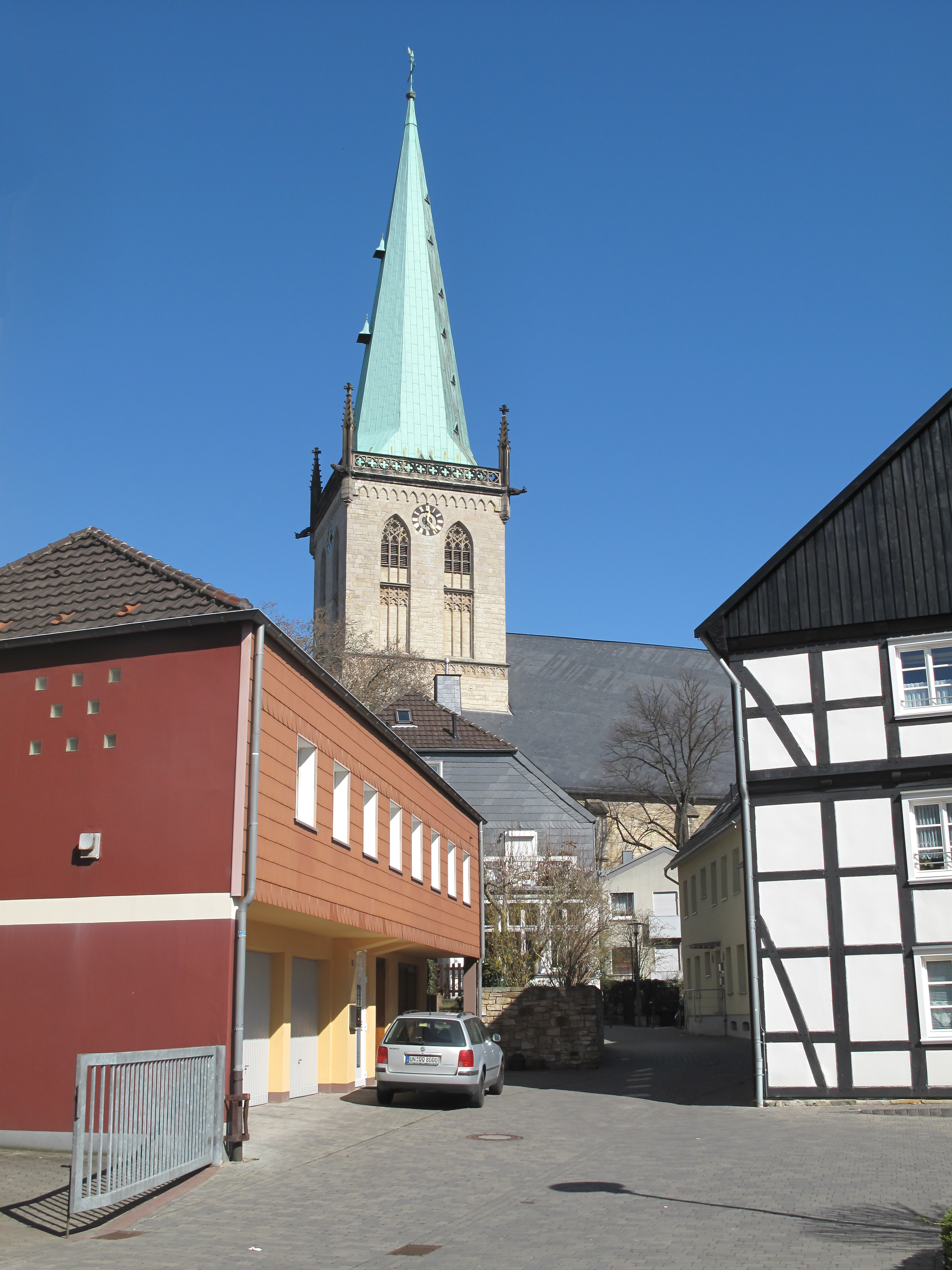
Unna, kerk: die Stadtkirche
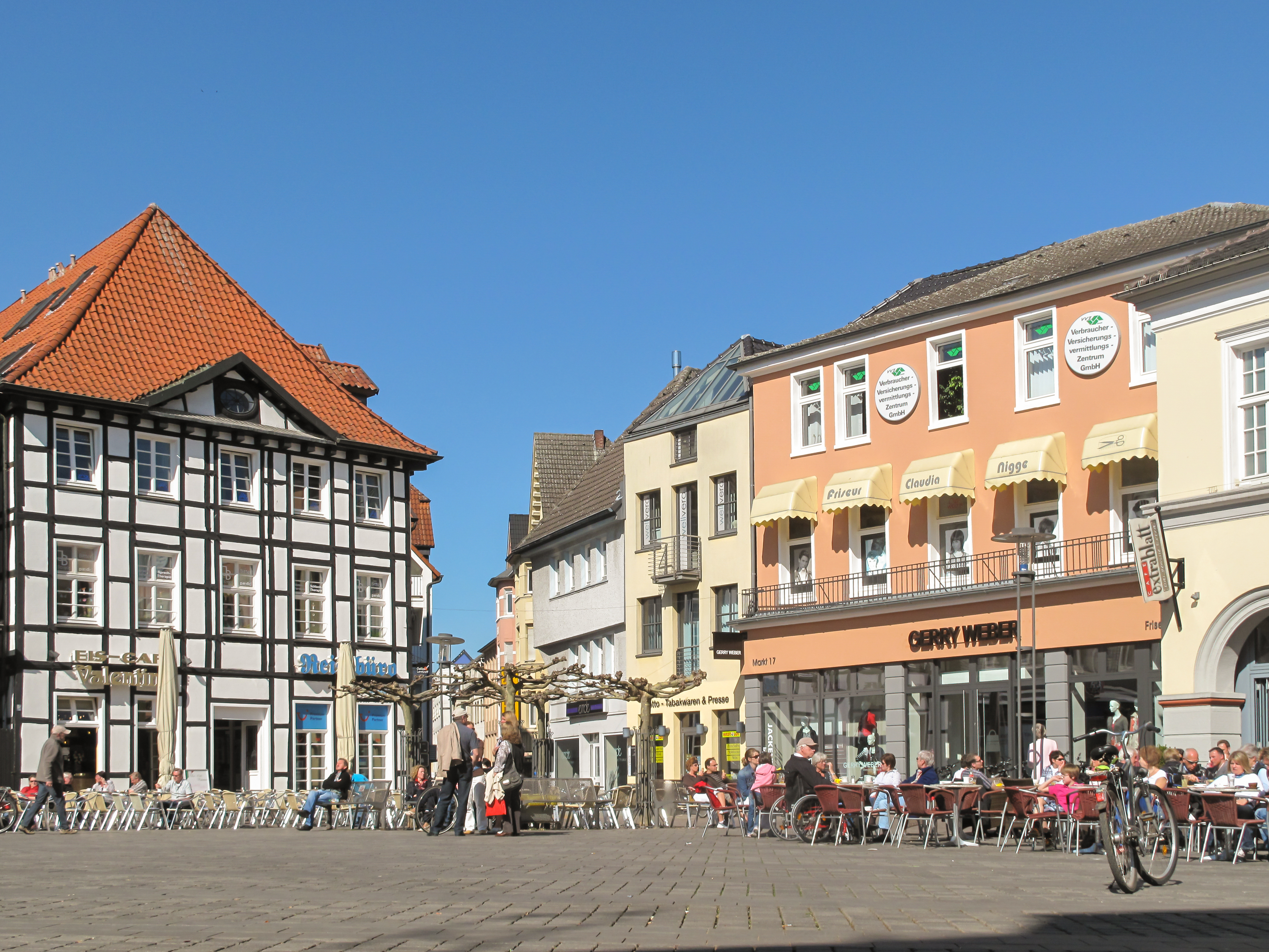
Unna, centraal plein: de Markt
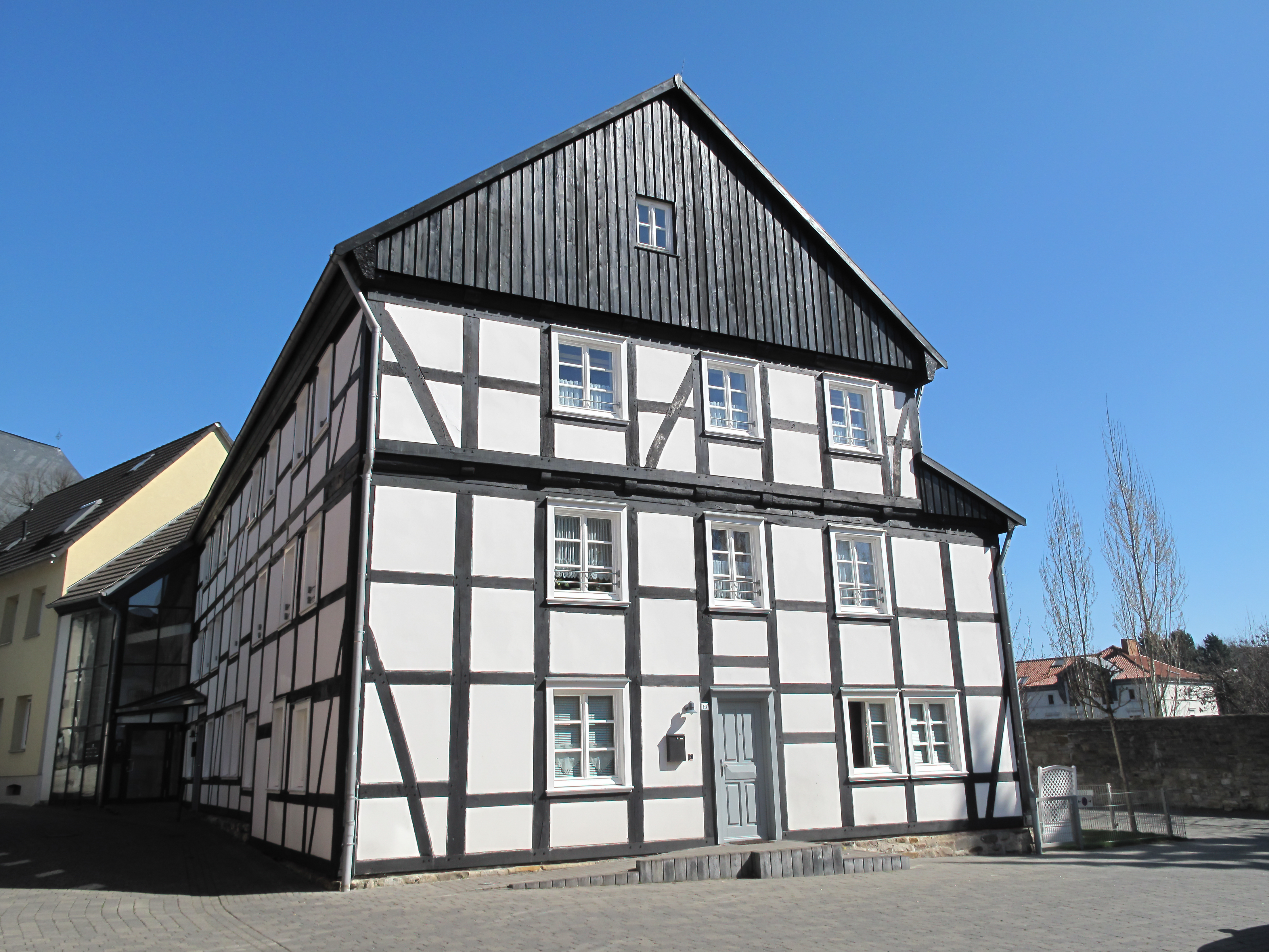
Unna, monumentaal pand: Krumfuss 16
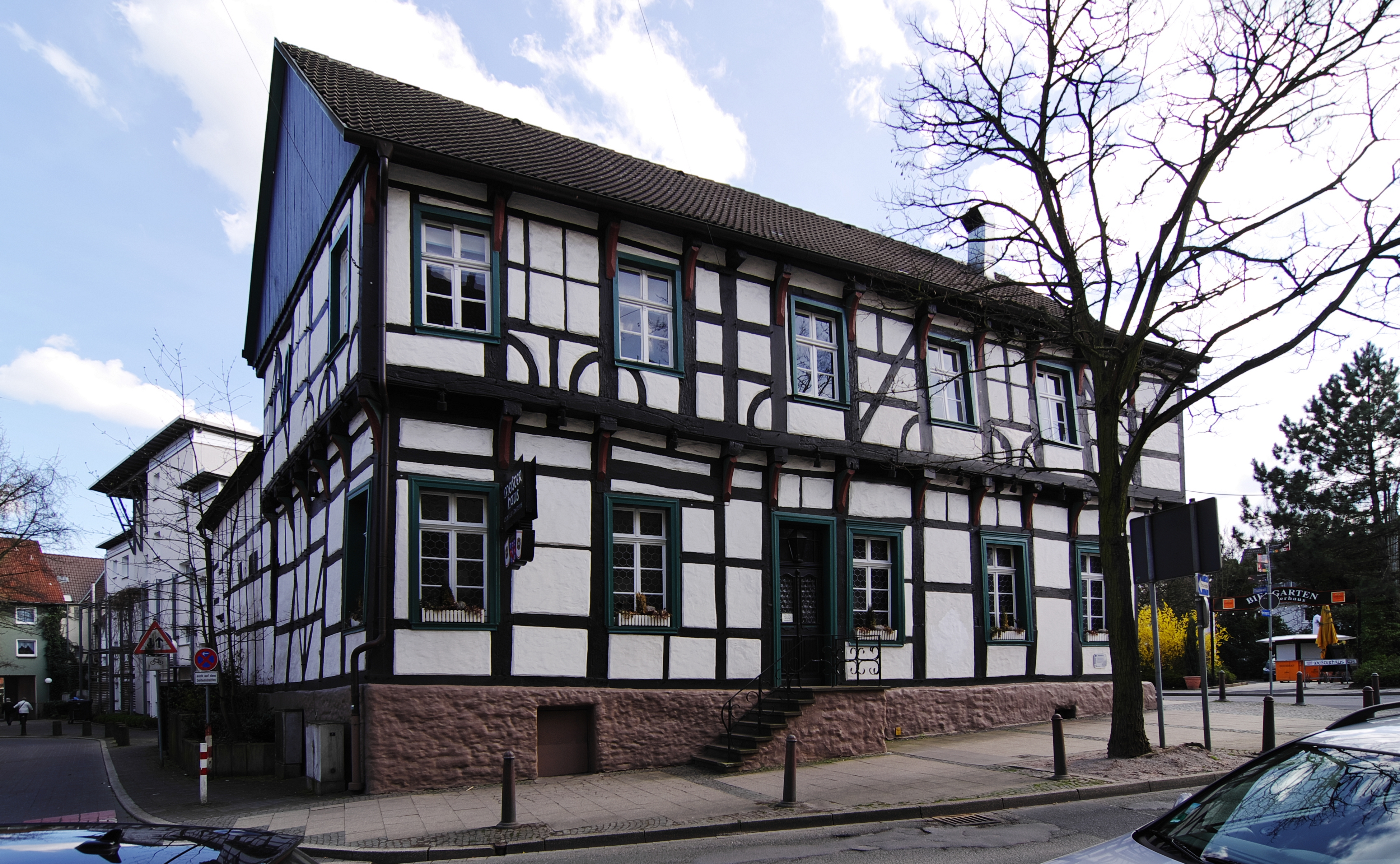
Hertingerstraße, 16e-eeuws vakwerkhuis
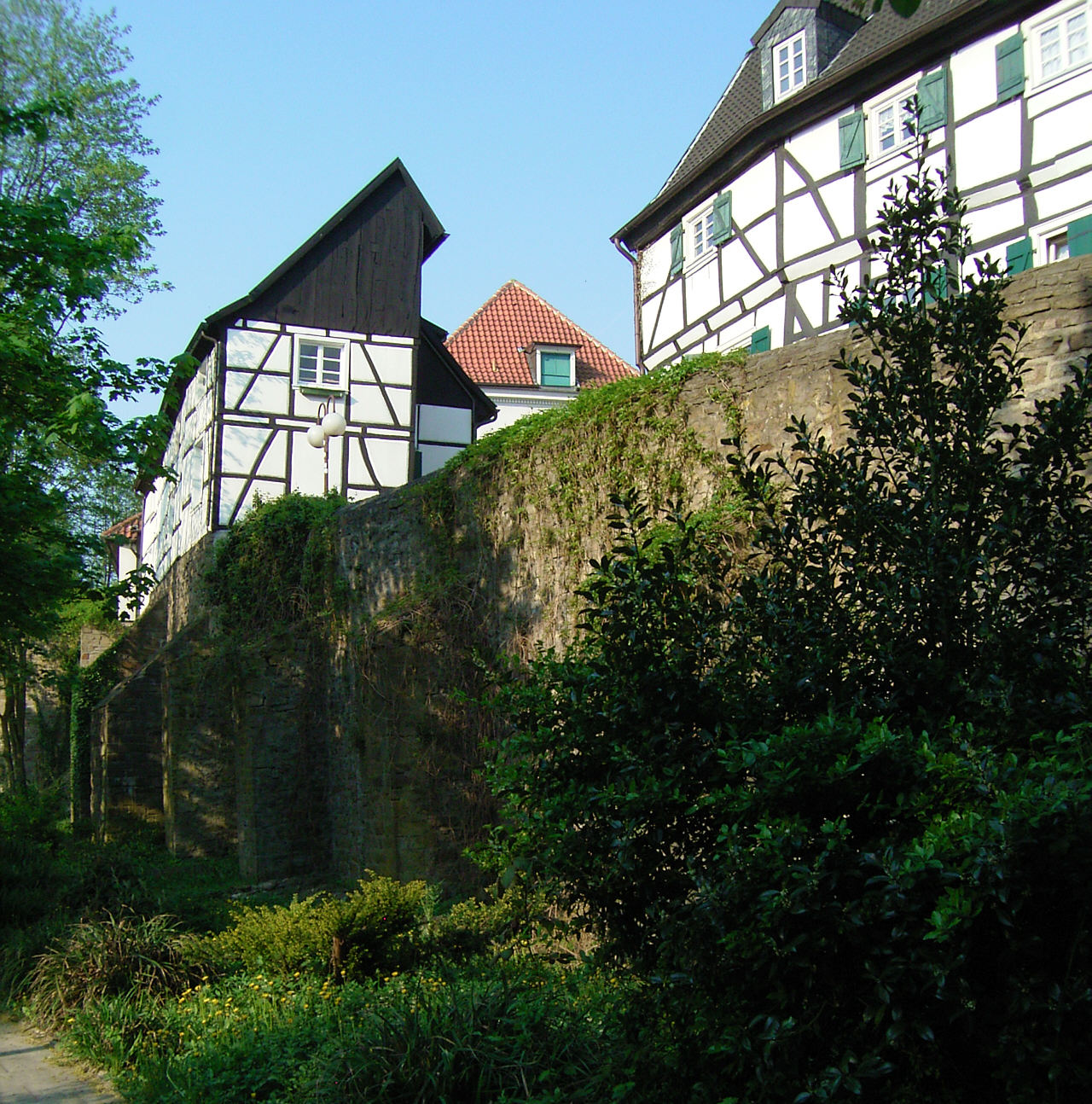
De stadsmuur (oostelijke ringweg)
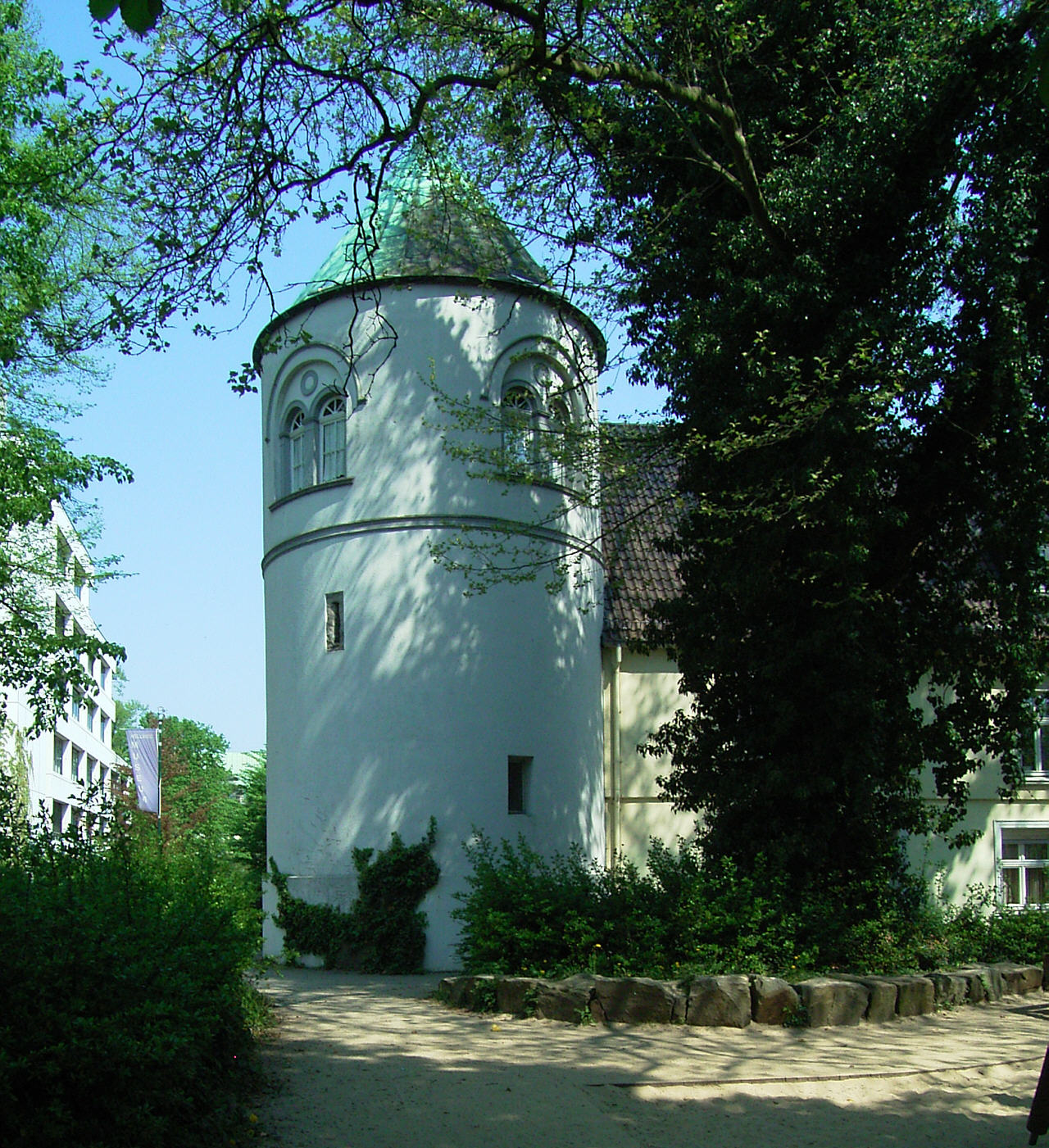
Ronde toren van de Burg, waarin het stadsmuseum is gehuisvest
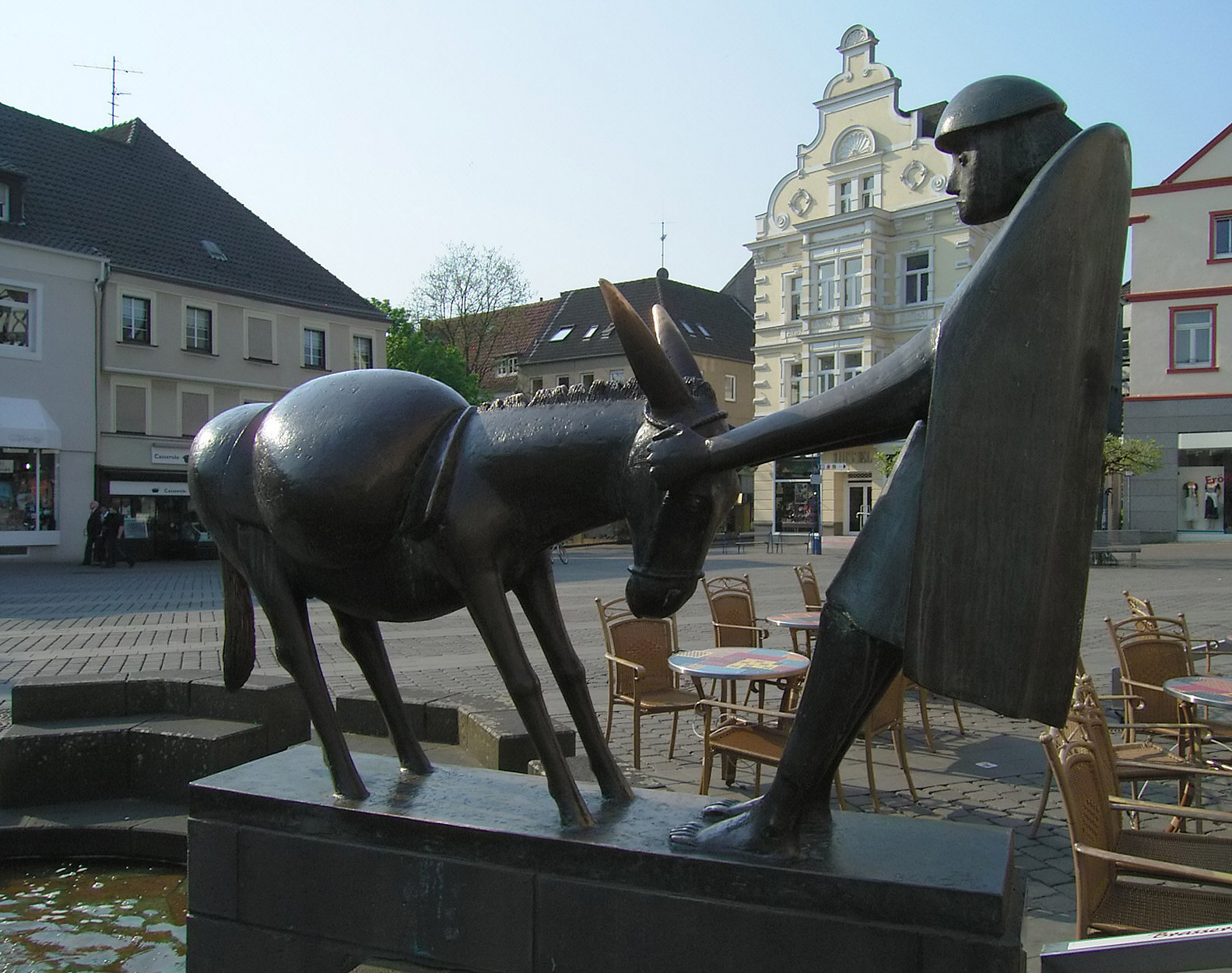
De Ezelsfontein, naar een tijdelijke bijnaam van de stad in de 19e eeuw

Andere hanzen: Vlaamse Hanze van Londen · Hanze der XVII steden
Bergkamen · Bönen · Fröndenberg · Holzwickede · Kamen · Lünen · Schwerte · Selm · Unna · Werne